# Plecia ornaticornis
Plecia ornaticornis är en tvåvingeart som beskrevs av Frederick Askew Skuse 1889. Plecia ornaticornis ingår i släktet Plecia och familjen hårmyggor. Inga underarter finns listade i Catalogue of Life.